# Kościół Pobernardyński Najświętszej Maryi Panny Niepokalanie Poczętej w Sierakowie
Kościół Pobernardyński Najświętszej Maryi Panny Niepokalanie Poczętej w Sierakowie (zwany Perłą Sierakowa) jest najbardziej znanym i najcenniejszym zabytkiem miasta. To zarazem jedyna spośród budowli, jakie wznieśli Opalińscy (ród związany z historią Sierakowa), która ocalała z pożarów i klęsk nawiedzających miasto.

## Historia

### Fundacja
Kościół został ufundowany przez ród Opalińskich. Budowę rozpoczął wojewoda poznański Piotr, a ukończyli jego żona Zofia z Kostków i synowie Krzysztof i Łukasz. Budowa rozpoczęła się od ufundowania w 1619 r. klasztoru bernardynów. Do realizacji swoich planów Piotr Opaliński sprowadził Krzysztofa Bonadurę starszego, znanego w Wielkopolsce włoskiego architekta.

### Przebudowa
Pierwotnie kościół nie posiadał wież. Zostały one dobudowane dopiero w 1740 r. przez Katarzynę Opalińską (żonę króla Polski, Stanisława Leszczyńskiego). Pożar, który zniszczył miasto 25/26 czerwca 1817 roku nie oszczędził klasztoru. W budynku kościelnym spalone zostały wieże i sklepienie. W związku z tym, że w pożarze miasta spłonął znajdujący się po zachodniej stronie rynku pierwszy kościół parafialny (wzmiankowany od XII/XIII wieku), po skasowaniu zakonu w 1819 r. dotychczasowy kościół bernardynów zaczął pełnić rolę kościoła parafialnego. Zniszczone w pożarze wieże odbudowano w 1865 r. zwieńczając je blaszanymi hełmami. W latach 1927–1928 podczas odnawiania kościoła zbudowano nowy chór organowy, według projektu Stefana Cybichowskiego. Podczas II wojny budynek zamieniono na magazyn saperski. Kolejne prace restauratorskie prowadzone były w latach 80. XX wieku. Podczas nich, w 1983 r. odnaleziono w jego podziemiach pięć sarkofagów rodziny Opalińskich – Piotra Opalińskiego (cynowy), Zofii z Kostków Opalińskiej (cynowy), Krzysztofa Opalińskiego (miedziany polichromowany), Piotra Adama Opalińskiego (miedziany srebrzony), Jana Karola Opalińskiego (cynowy). Sarkofagi w 1995 zostały przeniesione do pomieszczeń muzeum Zamek Opalińskich.

## Stan obecny

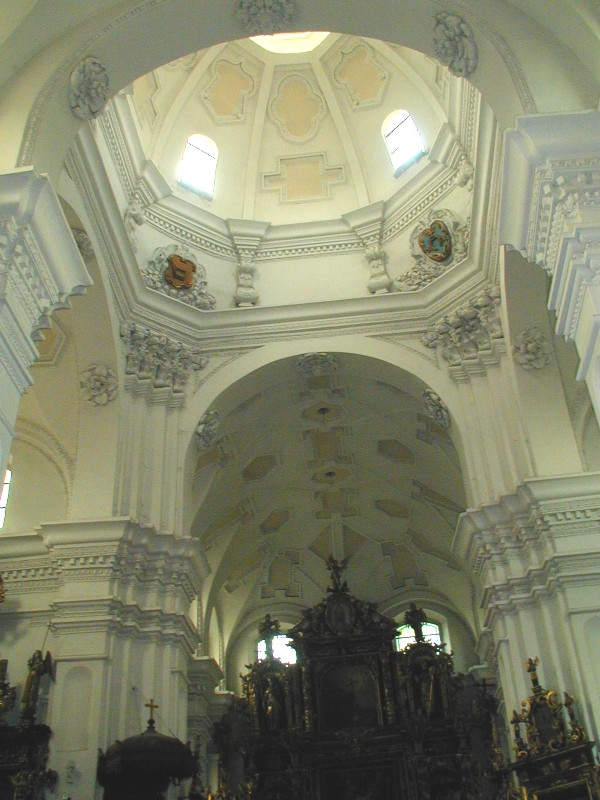
Kopuła kościoła z widocznymi herbami szlacheckimi

Jednonawowy kościół został zbudowany na planie krzyża. Miejsce przecięcia transeptu z nawą przekryte jest kopułą z latarnią. Nawa i transept przykryte są sklepieniem kolebkowym ozdobionym sztukaterią w formie geometrycznie ułożonych wałków. W czterech narożach podstawy kopuły umieszczone są herby fundatorów kościoła: Piotra Opalińskiego i Zofii Kostka – Łodzia – Opalińskich, Nałęcz – Ostrorogów Lwowskich, Dąbrowa Kostków – oraz Leliwa – Pileckich. Siedemnastowieczne wnętrze zostało zachowane w prawie niezmienionym stanie.

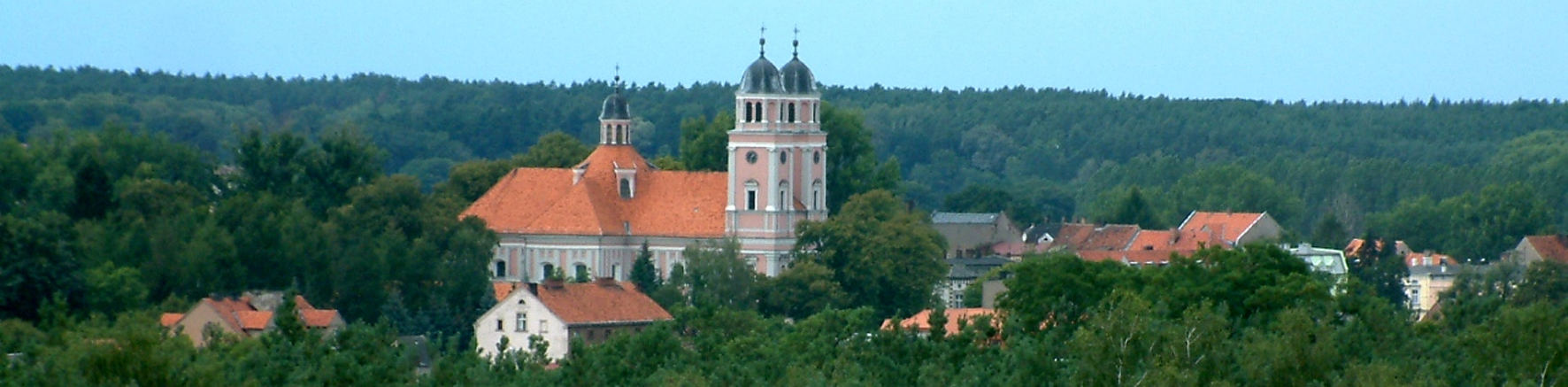
Panorama Sierakowa z górującymi wieżami kościelnymi
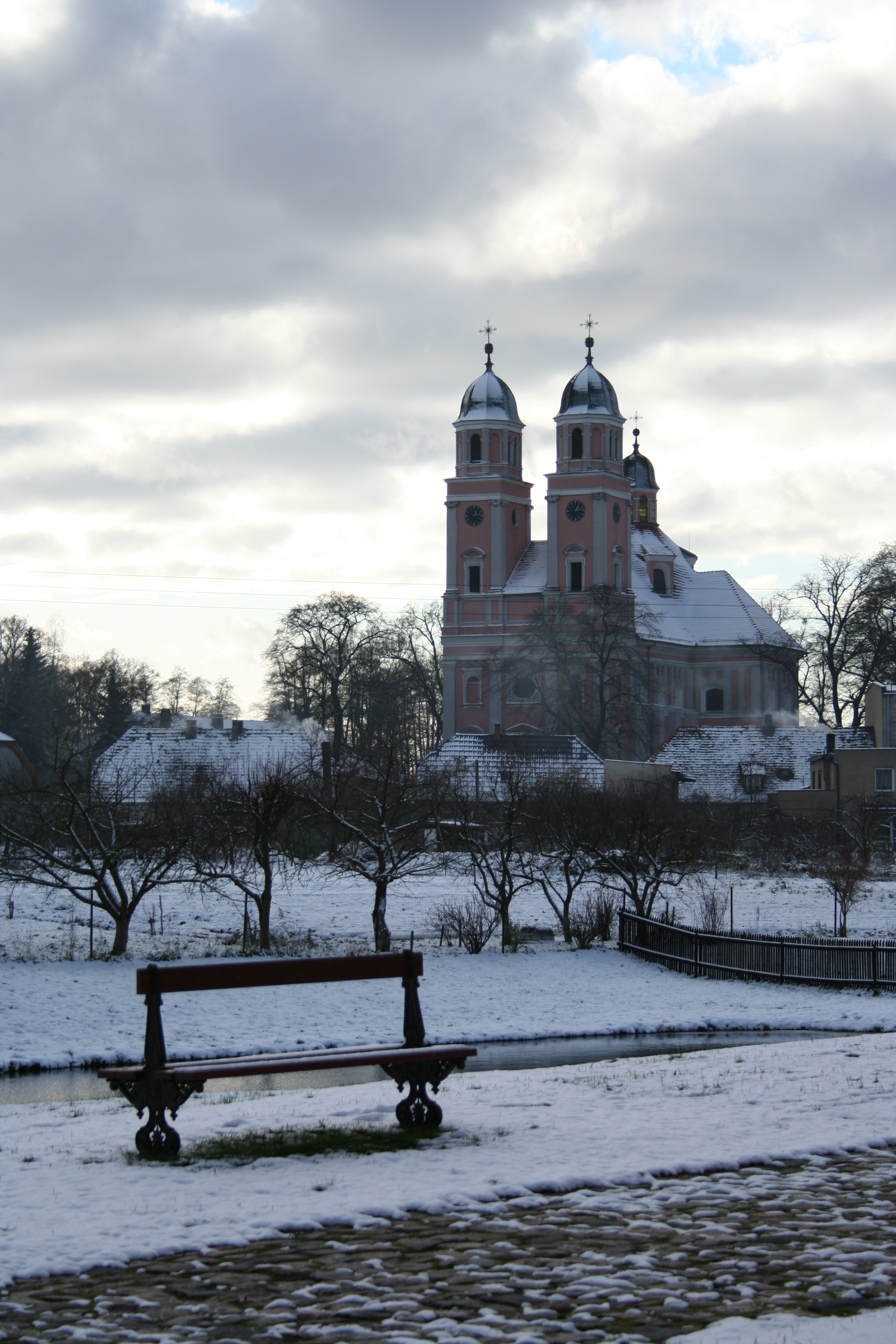
Widok na kościół w zimowej aurze
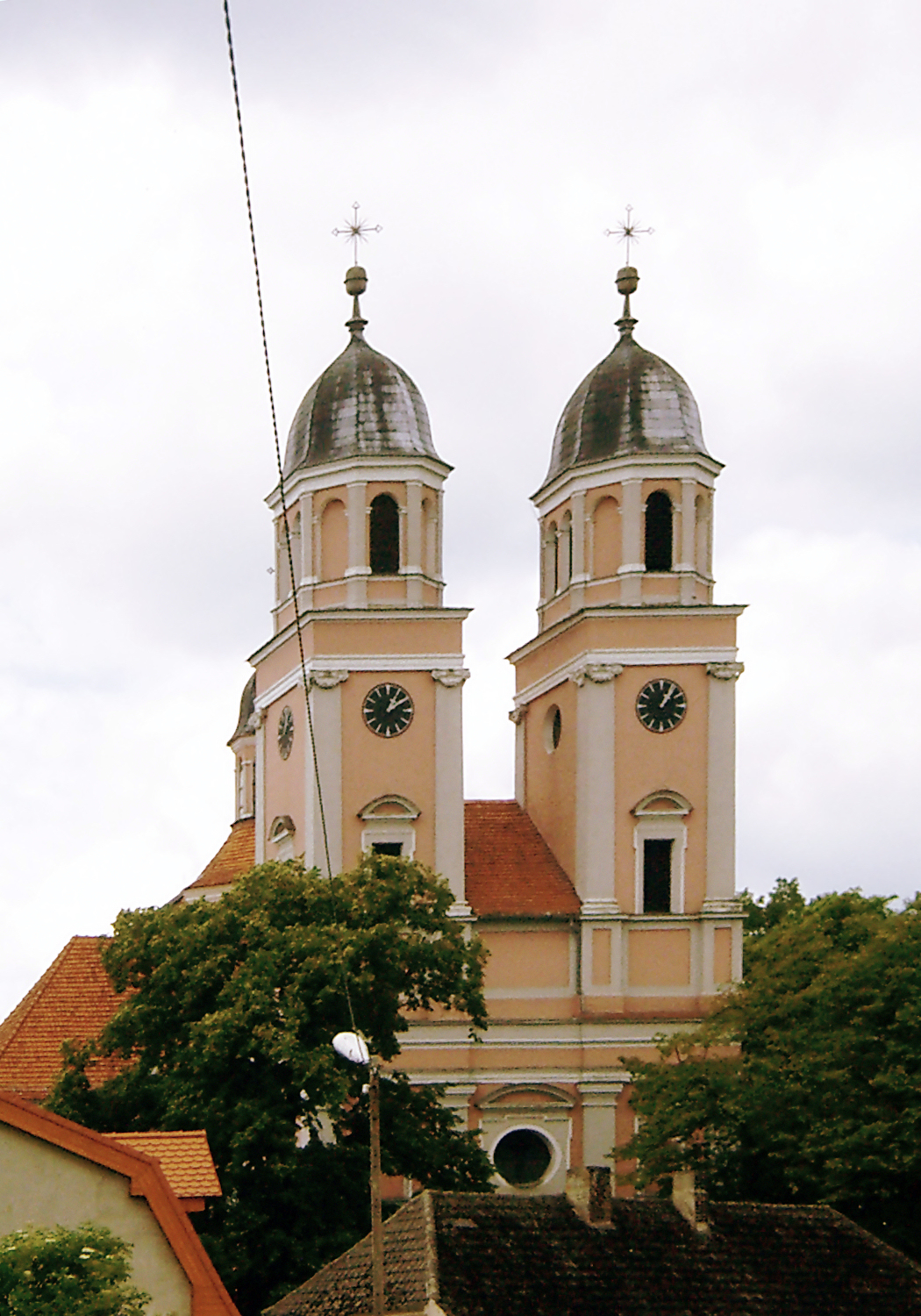
Front kościoła
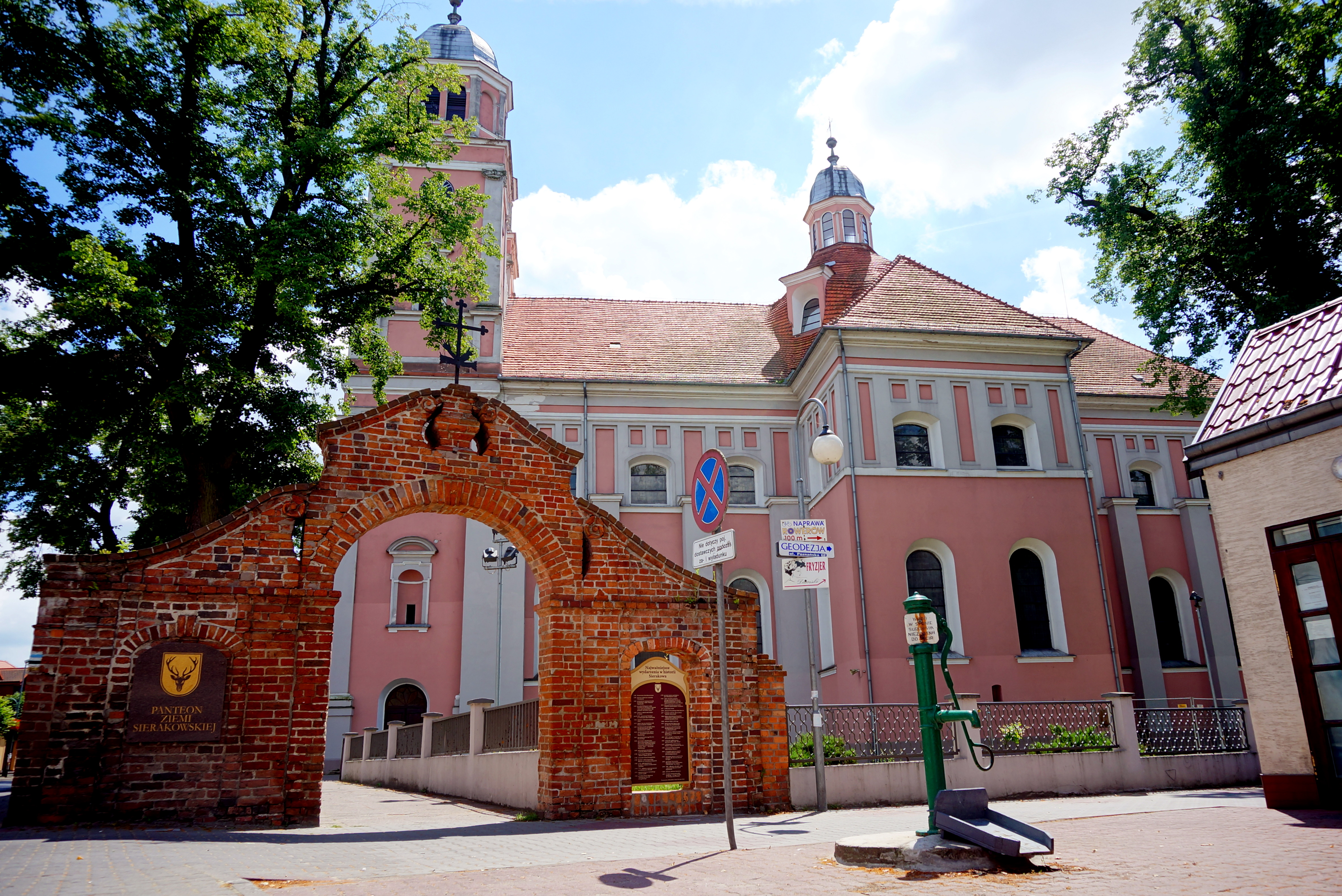
Brama
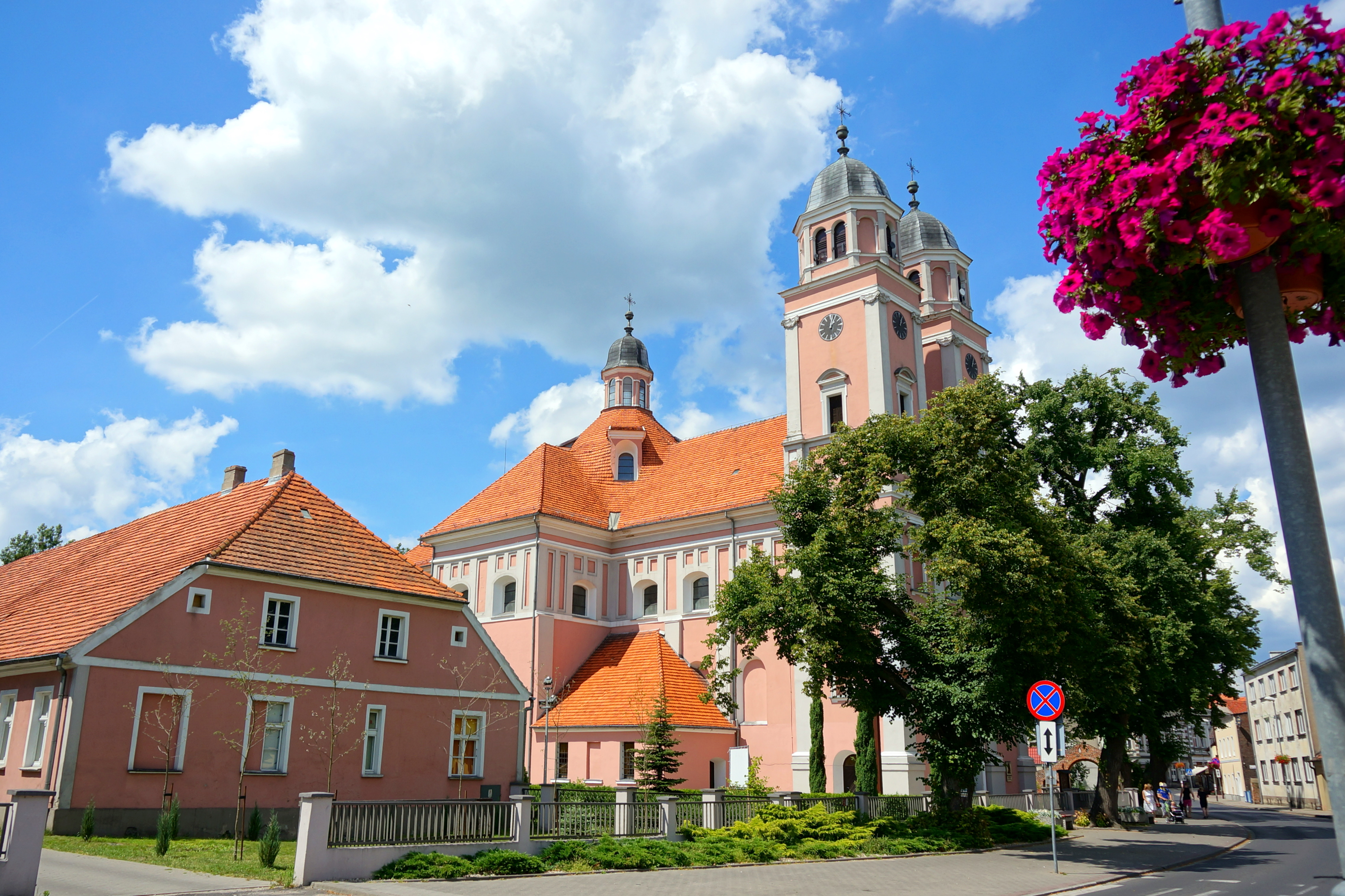
Widok od strony ul. Poznańskiej

### Ołtarz główny

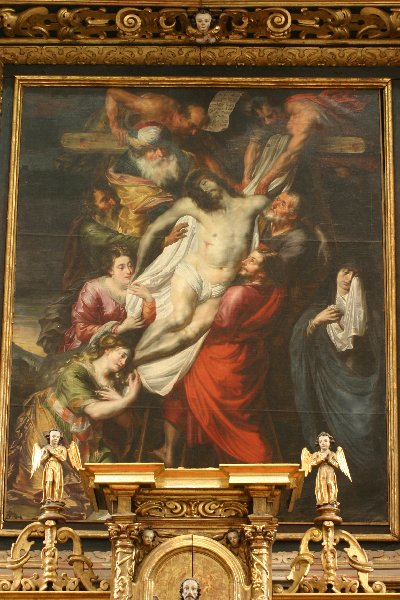
Obraz Zdjęcie z krzyża Artusa Wolfforta

Wczesnobarokowy ołtarz główny pochodzi z 1642 r. Najcenniejszym jego elementem jest obraz namalowany przez flamandzkiego malarza Artusa Wolfforta (przez długi czas podejrzewano, że pochodzi z warsztatu Rubensa) – Zdjęcie z krzyża (obraz został namalowany w 1629 lub 1639 r.). Wyżej umieszczony jest obraz przedstawiający stygmatyzację św. Franciszka. Boczne części ołtarza podtrzymywane są od dołu przez cztery rzeźby aniołów. W nich umieszczono figury świętych: Wojciecha i Stanisława, wyżej Piotra i Pawła oraz aniołów z narzędziami męki pańskiej. Całość zdobi wiciowy ornament.

### Stalle
W prezbiterium umieszczone są bogato intarsjowane stalle. Wykonane zostały w 1641 r. przez bernardyna z Poznania, brata Hilariona. Należą one do najciekawszych tego typu zabytków znajdujących się w Polsce. Ławy zakonne zdobione są szlachetną i trudną techniką intarsji, polegającą na wykładaniu odpowiednio wyciśniętych powierzchni drewnianych innymi gatunkami drewna, w innym kolorze. Wycinając ten sam ornament równocześnie w drewnie ciemnym i jasnym można uzyskać dwa identyczne motywy w różnych tonacjach (efekt pozytywu i negatywu). Motywem zdobiącym są ornamenty roślinne, groteski, wazony, ptaki i profile ludzi. Pomiędzy nie wpleciono sceny z polowań. Po stronie prawej, przy ołtarzu, Hilarion z Poznania umieścił swój podpis – scenę w której umieścił swoją podobiznę. Jego dziełem jest również ława kolatorska, w której zasiadali możni opiekunowie kościoła. Wizerunki świętych odnoszą się do najwybitniejszych postaci z rodu Opalińskich.

### Ołtarze boczne
Boczne ołtarze pochodzą z lat:

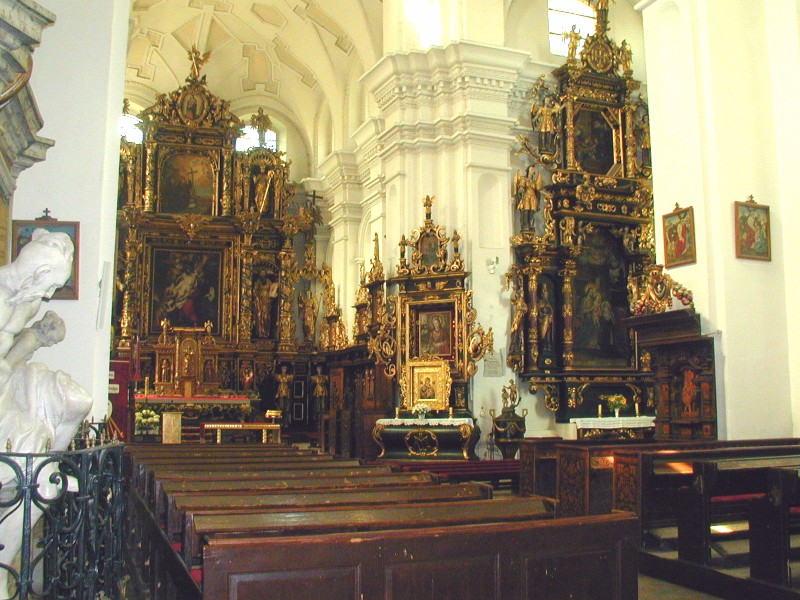
Ołtarz główny i ołtarze boczne we wnętrzu kościoła

- 1629 – późnorenesansowy ołtarz Matki Boskiej w formie tryptyku, z obrazem Krzysztofa Boguszewskiego Madonna na smoku (in. Matka Boska na smoku),
- 1638 – ołtarz Matki Boskiej Szkaplerznej,
- 1642 – wczesnobarokowy ołtarz św. Anny,
- 1730 – ołtarz św. Krzyża,
- 1731 – ołtarz św. Antoniego.

### Nagrobki
Wewnątrz kościoła znajdują się dwa nagrobki rodu Opalińskich:
- Nagrobek Piotra Opalińskiego z 1642 przedstawia klęczącego pod krzyżem rycerza, uosabiającego zmarłego. Nagrobek z czarnego marmuru i alabastrowe rzeźby wykonane zostały przez włoskiego rzeźbiarza pracującego w Polsce, Sebastiana Salę. Nagrobek znajduje się w transepcie, naprzeciw ołtarza Matki Boskiej.
- Nagrobek Jana Karola Opalińskiego (+1695) i Zofii (+1701) z Czarnkowskich Opalińskiej (teściów króla Stanisława Leszczyńskiego), usytuowany po lewej stronie nawy, w pobliżu wejścia do kościoła. Ufundowany został w 1748 r. przez Marię Leszczyńską. W górnej części wysokiego nagrobka umieszczono portrety zmarłych. Nagrobek ozdobiony jest posągami niewolników tureckich. Łaciński napis umieszczony w jego centralnej części głosi chwałę rodów Opalińskich, Leszczyńskich i Czarnkowskich.

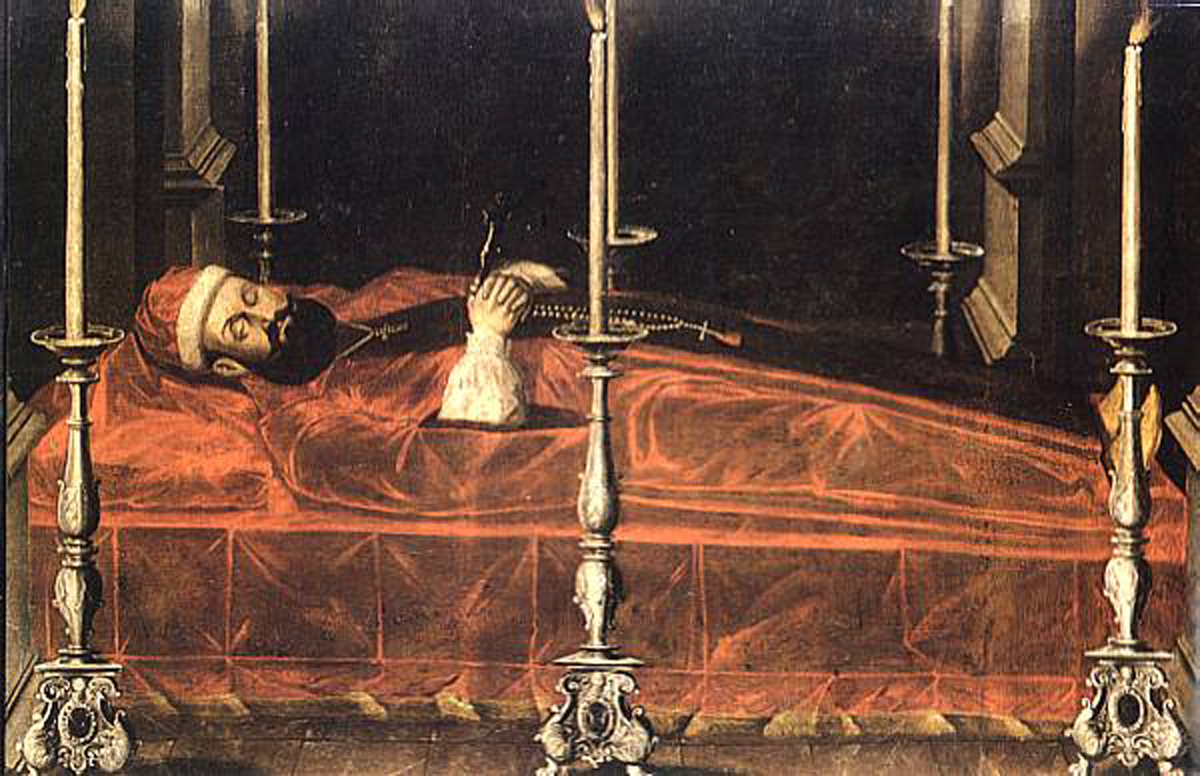
Portret zmarłego Krzysztofa Opalińskiego
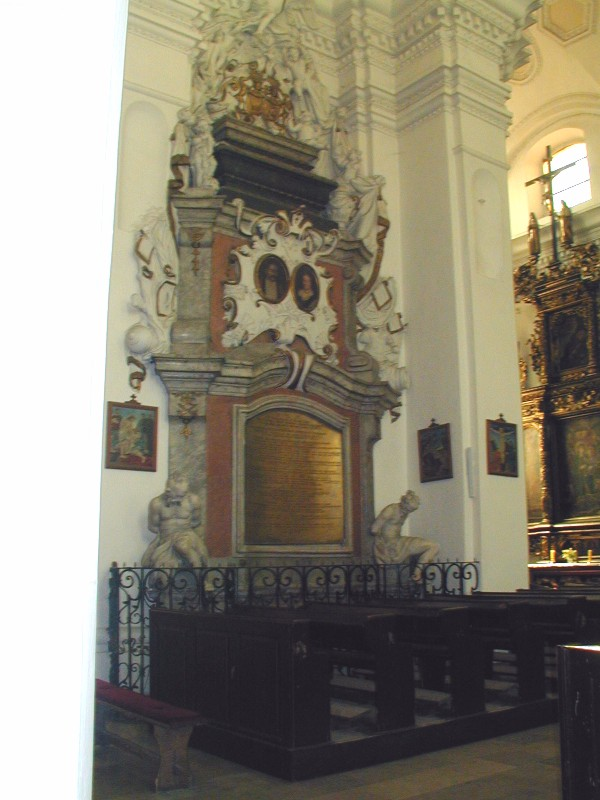
Nagrobek Jana i Zofii Opalińskich
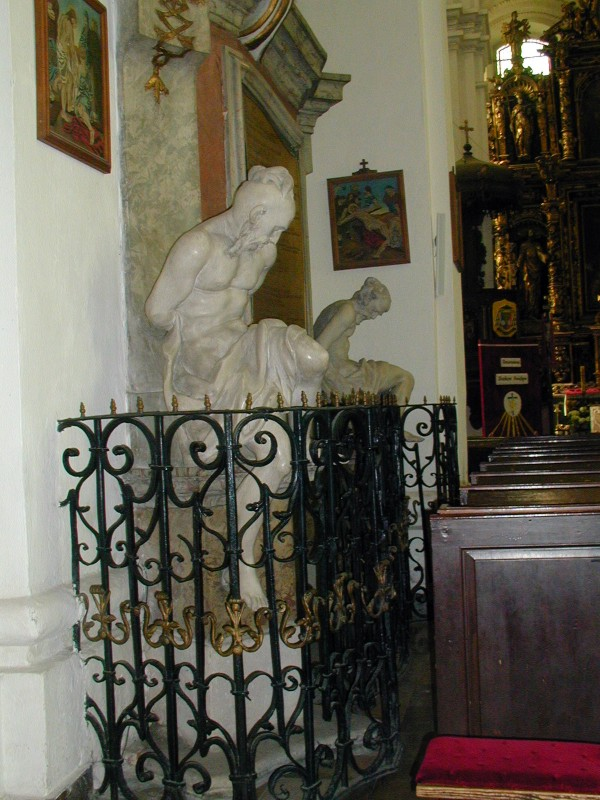
Posągi tureckich niewolników przy nagrobku
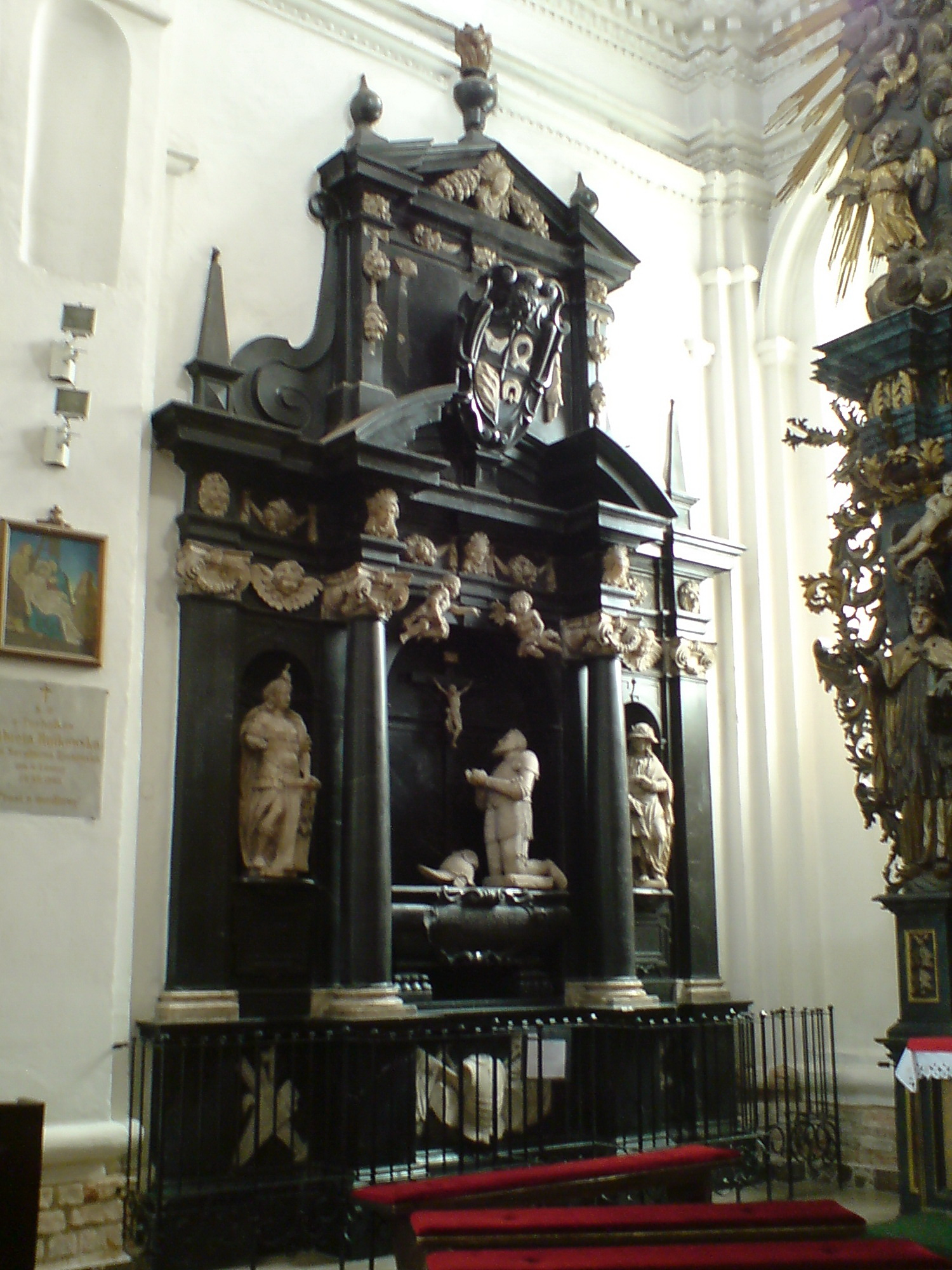
Nagrobek Piotra Opalińskiego

## Otoczenie

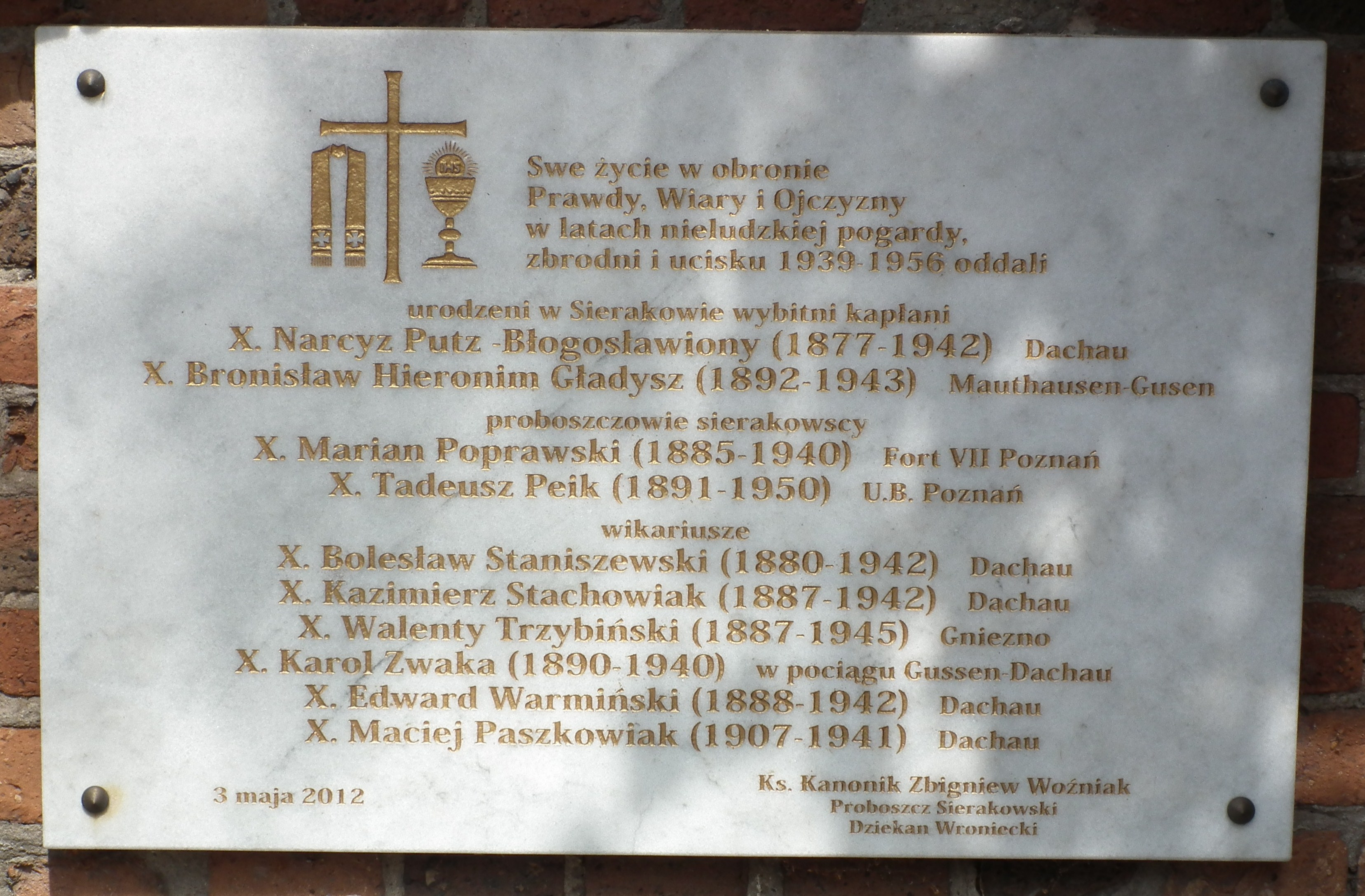
Jedna z tablic pamiątkowych

Obok świątyni stoi figura Matki Boskiej z 1799. Na kościele znajduje się tablica ku czci żołnierzy ZWZ-AK, a na bramie kościelnej w 1992 wmurowano tablice poświęconą pamięci obrońców Ojczyzny z 1793 oraz powstańców z lat 1848 i 1919.
W mur kościelny od strony ul. Poznańskiej wmurowane są tablice pamiątkowe:
- z tekstem Jana Pawła II: Świadomość własnej przeszłości pomaga nam włączyć się w długi szereg pokoleń, by przekazać następnym wspólne dobro – Ojczyznę,
- upamiętniająca powstańców z lat: 1793, 1848, 1919 (wmurowana w 1992),
- upamiętniająca żołnierzy ZWZ i AK z terenu ziemi sierakowskiej więzionych i zamordowanych w latach 1939–1945 (ufundowana przez towarzyszy broni),
- upamiętniająca mieszkańców ziemi sierakowskiej zesłanych do sowieckich łagrów, późniejszych żołnierzy II Korpusu PSZ, bohaterów walk pod Monte Cassino: Józefa Tomalę (1912–1943), Edmunda Furszpaniaka (1920–1944), Wiktora Grupę (1901–1982), Antoniego Karcza (1905–1962), Edmunda Musiała (1906–1986) i Bolesława Tywsa (1915–1962); wmurowana w 2012,
- upamiętniająca sierakowskich harcerzy z 4. Drużyny Szarych Szeregów im. Stefana Czarnieckiego, walczących z Niemcami w latach 1939–1945, a także ich drużynowego pdh Czesława Korka (1919–1944); wmurowana w kwietniu 2012 przez Bank Spółdzielczy Pojezierza w Sierakowie,
- upamiętniająca sierakowskich księży zamordowanych w latach 1939–1956: bł. Narcyza Putza (1877–1942, zabitego w Dachau), Bronisława Hieronima Gładysza (1892–1943, zabitego w Mauthausen-Gusen), proboszcza Mariana Poprawskiego (1885–1940, zabitego w Forcie VII), proboszcza Tadeusza Peika (1891–1950, zabitego przez UB w Poznaniu), Bolesława Staniszewskiego (1880–1942, zabitego w Dachau), Kazimierza Stachowiaka (1887–1942, zabitego w Dachau), Walentego Trzybińskiego (1887–1945, zabitego w Gnieźnie), Karola Zwakę (1890–1940, zabitego w pociągu z Gusen do Dachau), Edwarda Warmińskiego (1888–1942, zabitego w Dachau), Macieja Paszkowiaka (1907–1941, zabitego w Dachau); tablicę ufundował ks. kanonik Zbigniew Woźniak, miejscowy proboszcz, a wmurowano ją 3 maja 2012,
- o treści: Mieszkańcom Ziemi Sierakowskiej poległym, pomordowanym i zamęczonym, zmarłym z ran, chorób, głodu i w opuszczeniu w latach nieludzkiego zniewolenia na przestrzeni dziejów, których miejsce spoczynku jest nieznane,
- upamiętniająca sierakowskich kawalerów Krzyża Orderu Wojennego Virtuti Militari: kpt. Aleksandra Stanisława Rufina hrabiego Bnińskiego (1783–1831), por. Tadeusza Pągowskiego (1798–1866), por. Roberta Taylora (1807–1861), ppłk Adama Stefana Kowalczyka (1896–1978), strz. Stanisława Skrzypczaka (1900–1920), strz. Andrzeja Knopp-Knapowskiego ((1900–1993) i pilota por. Czesława Gódzia (1919–1943); tablica ufundowana przez Towarzystwo Miłośników Ziemi Sierakowskiej i wmurowana 3 maja 2013,
- upamiętniająca Franciszka i Stanisławę Kaczmarków z Sierakowa, którzy sami wypędzeni z domu, przygarnęli i ukrywali żydowskie dziecko, za co zostali odznaczeni w 1997 tytułem Sprawiedliwi wśród Narodów Świata,
- upamiętniająca Jana Pawła II ze słowami Nie lękajcie się (2005),
- upamiętniająca proboszcza Grzegorza Henniga, ufundowana przez Katolickie Towarzystwo Robotników Polskich, którego był założycielem i kierownikiem,
- upamiętniająca kanonika Mariana Kowalewskiego, proboszcza sierakowskiego w latach 1945–1950, założyciela Krucjaty Eucharystycznej w mieście, profesora Arcybiskupiego Seminarium Duchownego w Poznaniu; wmurowana w 2002 przez członków Krucjaty Eucharystycznej,
- upamiętniająca bł. ks. Narcyza Putza (1877–1942), zamordowanego w obozie koncentracyjnym w Dachau (wmurowana w 2010 przez parafian)[3].

Wśród drzew rosnących przy kościele najgrubsza jest lipa drobnolistna o obwodzie 510 cm. Z dawnego klasztoru pozostała tylko część przebudowana na plebanię, w obecnej formie z lat po 1817.

## Turystyka
W pobliżu kościoła krzyżują się 4 szlaki turystyczne:
- Nojewo gm. Wronki → jez. Wielkie → Mylin (gm.Chrzypsko Wielkie) → jez. Krzymień → Tuchola → Sieraków → Marianowo-dąb "Józef" → rez. Mszar → rez. Cegliniec → dalej przez Puszczę Notecką: Borowy Młyn → Kobusz → Piłka (gm.Międzychód)  (56,1km) → Wierzbno (gm. Przytoczna) (68,6km)
- Gorzycko → Międzychód-rynek → jez. Koleńskie (gm.Międzychód) → Ławica → Góra → Sieraków → przez Wartę → Bucharzewo → Kobusz → Miały  (gm.Wronki) (59,6 km)

- przez Puszczę Notecką: Bucharzewo → Lichwin → Pławiska → Błota → Chorzępowo → Kobylarnia → Marianowo → Sieraków → Jaroszewo (44 km)

- Międzychód → Jez. Koleńskie → Kolno → Kamionna (gm.Międzychód) → Prusim (gm. Kwilcz) → Chalin → Jez. Wielkie → Sieraków → Lesionki → Ryżyn (gm.Chrzypsko Wielkie) → Chrzypsko Wielkie → Łężeczki → Białokosz → Gnuszyn (gm.Chrzypsko Wielkie) (46,1 km) → Szamotuły, gdzie łączy się z Transwielkopolską Trasą Rowerową – odcinkiem płn. TTR-N i prowadzi do Poznania (110,8 km)